# Филозофија друштвених наука
Филозофија друштвених наука проучава логику и методологију друштвених наука, као што су социологија, антропологија и политичке науке. Филозофе друштвених наука занимају сличности и разлике између друштвених и природних наука, узрочно-последичне везе између друштвених појава и могућност постојања друштвених закона.

## Огист Конт и позитивизам
Конт је први пут описао онтологијске позиције позитивизма у делу Курс позитивне филозофије, велики број текстова објављен између 1830. и 1842. Прва три тома Курса су се односила на физичке науке које већ постоје (математика, астрономија, физика, хемија, биологија), а у последња два је нагласио долазак друштвених наука. Конт се може сматрати као први филозоф науке у данашњем смислу те речи. За њега су физичке науке морале да настану прве, пре него што је човечанство могло да адекватно усмери напоре на најтежу "краљицу науке", људско друштво. Његово дело Поглед на позитивизам је поставило емпиријске задатке социолошке меоде.
Конт је предложио опис друштвене еволуције, под претпоставком да друштво пролази кроз три фазе у свом трагању за истином, по заједничком закону три фазе. Идеја има неке сличности са Марксовом тачком гледишта, да ће се људско друштво развијати у правцу комунистичког врха. Ово није изненађујуће, јер су обоје били дубоко под утицајем раног утопијског писца, Клода Анрија де Ровроја, који је био Контов учитељ и ментор. Конт и Маркс су желели да научно створе нову секуларну идеологију.
Рана социологија Херберта Спенсера је настала као реакција на Конта. Пишући након бројних открића у еволуционој биологији, Спенсер је покушао (узалудно) да преформулише дисципилну у социјалдарвинистичку.
Савремена академска дисциплина социологије је почела са радом Емила Диркема  (1858-1917). Иако Диркем одбацује већи део детаља Контове филозофије, он је задржао и усавршио методе, тврдећи да су друштвене науке логичан наставак природних у сферу људске активности. Такође инсистира да оне могу да задрже објективност, рационализам, и приступ каузалности. Диркем је основао прво европско одељење за социологију на универзитету у Бордоу 1895. године. Исте године је тврдио у делу Правила социолошке методе: "Наш главни циљ је да се проширимо научни рационализам људског понашања... Оно што се назива нашим позитивизмом је само последица рационализма." Диркемова позната монографија, Самоубиство (1897), студија самоубистава међу католичким и протестантским групама становништва, одваја социолошку анализу од психолошке или филозофске.
Позитивистичка тачка гледишта се повезује са 'сцијентизмом'; становиштем да се методе природних наука могу се применити у свим областима истраживања, без обзира да ли се ради о филозофским истраживањима или истраживањима друштвених наука. Већина социолога и историчара је одавно одбацила ортодоксни позитивизам. Позитивизам заступају 'технократе', људи који верује у социјални напредак заснован на науци и технологији.
Диркем, Маркс и Вебер се чешће називају очевима модерних друштвених наука. У психологији је позитивистички приступ био историјски префериран у бихевиоризму.

## Епистемологија
Интелектуалци се расправљају о томе у којој мери друштвене науке треба да имитирају методе које се користе у природним наукама. Основ позитивизма друштвених наука тврди да се друштвене појаве могу и треба да се истражују коришћењем конвенционалних научних метода. Ова позиција је уско повезан са сцијентизмом и натурализмом. Главни задатак за филозофију друштвених наука је дати одговор на питање у којој мери позитивизам може бити окарактерисана као "научни" у погледу основних епистемолошких основама.
Научници попут Вилхелма Дилтаја су направили јасну разлика између природних и друштвених наука. Ова открића су утицала на антипозитивизам и настанак критичке теорије Макса Вебера и Џорџа Зимела. Сцијентизам постаје све мање популаран од 1960—их година.